# Mieczysław Jacków
Mieczysław Jacków (ur. 1 sierpnia 1954 w Środzie Wielkopolskiej) – polski polityk, nauczyciel, samorządowiec, poseł na Sejm III kadencji.

## Życiorys
Ukończył w 1978 studia na Wydziale Matematyczno-Fizyczno-Chemicznym Uniwersytecie im. Adama Mickiewicza w Poznaniu. Do 1994 pracował jako nauczyciel, następnie do 2002 pełnił funkcję burmistrza miasta i gminy Środa Wielkopolska. Sprawował mandat posła na Sejm III kadencji z okręgu poznańskiego, wybranego z listy Sojuszu Lewicy Demokratycznej. W 2001 nie ubiegał się o reelekcję, wkrótce opuścił SLD. Prowadzi własną działalność gospodarczą.
Od 1990 do 2010 był radnym Środy Wielkopolskiej. W 2010 nie wziął udziału w wyborach samorządowych, wycofując się z polityki.